# Temporada da NFL de 1943
A Temporada de 1943 da NFL foi a 24ª temporada regular da National Football League. E ainda sofria com o êxodo de jogadores que tiveram de servir nas forças armadas estadunidenses na Segunda Guerra Mundial. Por esta razão, o Cleveland Rams, receberam permissão para suspender as operações para esta temporada. Já no caso do Philadelphia Eagles e Pittsburgh Steelers, se juntaram em uma só equipe para a disputa da temporada, essa fusão ficou conhecida como Phill-Pit ou Steagles pelos fãs. 
A temporada teve seu fim com mais um encontro, pelo segundo ano consecutivo, entre Chicago Bears e Washigton Redskins no championship game da NFL, a partida terminou com uma vitória por 41 a 21 de Chicago, no Wrigley Field em Chicago, Illinois, para um total de 34,020 espectadores, no dia 26 de Dezembro de 1943, um dia após o natal, primeira partida da história realizada tão próxima desta data. 
Apesar do Chicago Bears ter garantido o título de sua divisão com recorde de 8-1-1 em 28 de Novembro, teve de esperar três semanas até que o campeão da outra divisão fosse decidida, por conta de um empate de recordes entre Washigton Redskins e New York Giants, que encerram a temporada regular se enfrentando em dois domingos consecutivos, 5 e 12 de Dezembro, por conta de um adiamento por conta de forte chuva da partida agendada a 3 de Outubro. Os Giants venceram as duas partidas, forçando um empate na primeira colocação e levando a uma partida de playoffs para desampatar, que acabou sendo vencida pelo Redskins, no dia 19 de Dezembro, por 28 a 0. 
Mesmo tendo de enfrentar as consequências da Segunda Guerra Mundial, a popularidade da liga continuou a crescer, atraindo quase 1.072.462 torcedores, 7.000 a menos que o recorde estabelecido no ano anterior, apesar de 15 partidas a menos disputadas. Este aumento, é caracterizado por conta do aumento da competitividade entre as equipes mais fracas.

## Draft
O Draft para aquela temporada foi realizado novamente no Palmer House em Chicago, Illinois em 8 de Abril de 1943 no Palmer House em Chicago, Illinois. E, com a primeira escolha, o Pittsburgh Steelers selecionou o fullback Frankie Sinkwich da Universidade da Geórgia.

## Classificação Final
Assim ficou a classificação da final da National Football League em 1943.
P = Nº de Partidas, V = Vitórias, D = Derrotas, E = Empates, PCT = Porcentagem de vitória, DIV = Recorde de partidas da própria divisão, PF = Pontos a favor, PA = Pontos contra.
| Eastern Division     |   |   |   |      |       |     |     |
| Time                 | V | D | E | PCT  | DIV   | PF  | PC  |
| Washington Redskins  | 6 | 3 | 1 | .667 | 2-3-1 | 239 | 137 |
| New York Giants      | 6 | 3 | 1 | .667 | 5-1   | 107 | 170 |
| Phil-Pitt (Steagles) | 5 | 4 | 1 | .556 | 3–2–1 | 225 | 230 |
| Brooklyn Dodgers     | 2 | 8 | 0 | .200 | 1–5   | 65  | 234 |

| Western Division  |   |    |   |      |       |     |     |
| Time              | V | D  | E | PCT  | DIV   | PF  | PC  |
| Chicago Bears     | 8 | 1  | 1 | .889 | 5-0-1 | 303 | 157 |
| Green Bay Packers | 7 | 2  | 1 | .778 | 4–1–1 | 264 | 172 |
| Detroit Lions     | 3 | 6  | 1 | .333 | 2–4   | 178 | 218 |
| Chicago Cardinals | 0 | 10 | 0 | .000 | 0–6   | 95  | 238 |

## Playoffs
A partida de final de divisão, foi realizada no dia 19 de Dezembro de 1943 no Polo Grounds em Nova Iorque, para um público de 42,800 pessoas. O resultado foi de 28 a 0 para o Washigton Redskins sob o New York Giants. 
Já o NFL Championship Game (jogo do título), foi vencido pelo Chicago Bears sobre o Washigton Redskins, por 41 a 21 em 26 de Dezembro de 1943, com um total de 34,020 espectadores, no Wrigley Field em Chicago, Illionis. 

## Líderes em estatísticas da Liga
| Estatística | Nome         | Time              | Jardas |
| ----------- | ------------ | ----------------- | ------ |
| Passe       | Sid Luckman  | Chicago Bears     | 2194   |
| Corrida     | Bill Paschal | New York Giants   | 696    |
| Recebendo   | Don Hutson   | Green Bay Packers | 776    |

## Prêmios
O Joe F. Carr Trophy, na época, nomeação do prêmio destinado ao jogador mais valioso (Most Valuable Player - MVP), foi entregue a Sid Luckman, quarterback do Chicago Bears.

## Troca de Treinadores
- Brooklyn Dodgers: Mike Getto foi substituído por Pete Cawthon[16].
- Chicago Cardinals: Jimmy Conzelman foi substituído por Phil Handler[17].
- Detroit Lions: Gus Dorais foi contratado como novo treinador principal. Bill Edwards foi dispensado após três jogos em 1942, e John Karcis então serviu nas oito finais da temporada regular[18].
- Steagles: O técnico do Philadelphia Eagles, Greasy Neale, e do Pittsburgh Steelers, Walt Kiesling, atuaram como co-treinadores dos Steagles[19].
- Washington Redskins: Ray Flaherty foi substituído por Dutch Bergman[20].

## Troca de Estádios
- Os Steagles revezaram suas partidas entre o Shibe Park na Filadélfia, Pensilvânia e o Forbes Field em Pittsburgh, Pensilvânia[21].

## Biografia
- NFL Record and Fact Book (ISBN 1-932994-36-X)
- NFL History 1931–1940 (Last accessed December 4, 2005)
- Total Football: The Official Encyclopedia of the National Football League (ISBN 0-06-270174-6)